# Rio do Índio
 (juillet 2014).
Si vous disposez d'ouvrages ou d'articles de référence ou si vous connaissez des sites web de qualité traitant du thème abordé ici, merci de compléter l'article en donnant les références utiles à sa vérifiabilité et en les liant à la section « Notes et références ».
Le rio do Índio est une rivière brésilienne de l'ouest de l'État de Santa Catarina, et appartient au bassin hydrographique de l'Uruguay.

## Géographie
Il naît sur le territoire de la municipalité de Guaraciaba, se dirige vers le sud, traverse la municipalité de Paraíso et se jette dans le rio das Flores.